# 2019 في فلسطين
 فلسطين
2019 في دولة فلسطين

## السياسة

### اعتمادات دبلوماسية

#### سفراء لدى فلسطين
- 6 يناير: سلّم كريستوفر مابانغا أوراق اعتماده في القاهرة إلى الرئيس الفلسطيني محمود عباس سفيرًا فوق العادة ومفوضًا غير مقيم لزيمبابوي لدى دولة فلسطين.[1]

## أحداث

### يناير
- بدأت احتجاجات غزة الاقتصادية 2019–20.[2][3]
- 12 يناير - كتائب القسام تعلن نتائج تحقيقات عملية حد السيف جنوب قطاع غزة.[4][5]
- 13 يناير - برنامج الأغذية العالمي يقلص مساعداته للفلسطينيين.[6]

### فبراير
- الحكومة الإسرائيلية تقرر خصم 502,697,000 شيكل من عائدات الضرائب المحولة إلى السلطة الفلسطينية وهو المبلغ الذي تحوله السلطة كرواتب للأسرى وعائلات الشهداء.[7]

### مارس
- تكليف عضو اللجنة المركزية لحركة فتح محمد أشتية بتشكيل حكومة فلسطينية جديدة، خلفا لحكومة رامي الحمد الله.[8]

### أبريل
- 13 أبريل، حكومة محمد اشتية تؤدي اليمين الدستورية.

### يوليو
- 1 يوليو: أصدر الرئيس الفلسطيني محمود عباس قرارًا بقانون بتغيير اسم وزارة المالية من اسم «وزارة المالية والتخطيط» إلى «وزارة المالية».[9]

### أغسطس
- 22 أغسطس، قصفت الطائرات الإسرائيلية موقعًا للشرطة البحرية غرب مدينة غزة.[10]

## وفيات
- 23 يناير: عادل سلامة، موسيقي وعازف عالمي فلسطيني.[11]
- 19 مارس: عمر أبو ليلى.[12][13][14]
- 20 مارس: رائد حمدان.
- 20 مارس: زيد النوري.
- 20 مارس: أحمد جمال مناصرة.[15]
- 22 يوليو: بسام الشكعة.[16]
- 2 ديسمبر: أحمد عبد الرحمن، سياسي فلسطيني، كان أمينًا عامًا لمجلس الوزراء، وعضوًا في المجلس الوطني الفلسطيني، والمجلس الثوري لحركة فتح.